# Бабенко, Дмитрий Александрович
Дмитрий Александрович Бабенко (род. 22 марта 1985, Петропавловск) — казахстанский конькобежец. Участник Зимних Олимпийских игр 2006 и 2010 годов. Чемпион Азии (2006, 2014), призёр Зимних Азиатских игр (2007, 2011).

## Биография
В 2006 году выиграл чемпионат Азии в классическом многоборье.
На Олимпийских играх 2006 года в Турине занял 23-е место на дистанции 5000 метров.
В 2007 году стал третьим на дистанции 5000 м на Зимних Азиатских играх.
На Олимпийских играх 2010 года в Ванкувере занял 15-е место на дистанции 5000 метров.
На домашних Азиатских играх 2011 года в Астане занял призовые места на 4-х дистанциях, стал вторым на 5000 и 10000 метров и третьим в масс-старте и командной гонке.
На чемпионате мира 2013 года был 19-м на дистанции 5000 м.
На чемпионате Азии 2013 года взял серебро, а в 2014 - золото.
На Олимпиаде-2014 в Сочи выступил в трёх дисциплинах. Был 30-м на дистанции 1500 м, 15-м - на дистанции 5000 м и 12-м - на дистанции 10000 м.

## Персональные рекорды
| Дистанция | Результат | Дата       | Место           | Арена        |
| --------- | --------- | ---------- | --------------- | ------------ |
| 500 м     | 36,83     | 18.03.2006 | Калгари         | Olympic Oval |
| 1 000 м   | 1.10,21   | 18.11.2007 | Калгари         | Olympic Oval |
| 1 500 м   | 1.44,96   | 8.11.2013  | Калгари         | Olympic Oval |
| 3 000 м   | 3.40,15   | 2.11.2013  | Калгари         | Olympic Oval |
| 5 000 м   | 6.19,30   | 17.11.2007 | Солт-Лейк-Ситии | Olympic Oval |
| 10 000 м  | 13.10,31  | 2.12.2012  | Астана          | Алау         |

Автор 22-х рекордов Казахстана.